# Catedral de Frombork
La catedral Basílica de la Asunción de la Virgen y San Andrés Apóstol se sitúa en la ciudad polaca de Frombork. Es una iglesia gótica, de tres naves con presbiterio alargado, que fue construida entre 1329 y 1388 sobre una colina fortificada; en un principio era una construcción de madera. En ese barrio residían antiguamente el obispo y los canónigos. Pertenece a la arquidiócesis de Varmia.
En esta catedral se da culto a Santa Dorotea y en ella está enterrado Nicolás Copérnico.

## Historia
La primera catedral de madera fue construida en 1288, era la Warmiensis Ecclesia, que fue la principal iglesia de la diócesis y se hallaba en el mismo lugar que la actual.

## Interior

### Capillas
- Capilla de San Jorge, mandada construir en 1639 por el obispo Mikołaj Szyszkowski.
- Capilla del Salvador, en la parte sur de la catedral, fue financiada en 1732 por el obispo de Warmia Krzysztof Andrzej Jan Szembek, consagrándose en 1735. Contiene frescos barrocos de Maciej Jan Meyer y una puerta de forja realizada por Jan Schwartz de Reszel.

### Altar mayor

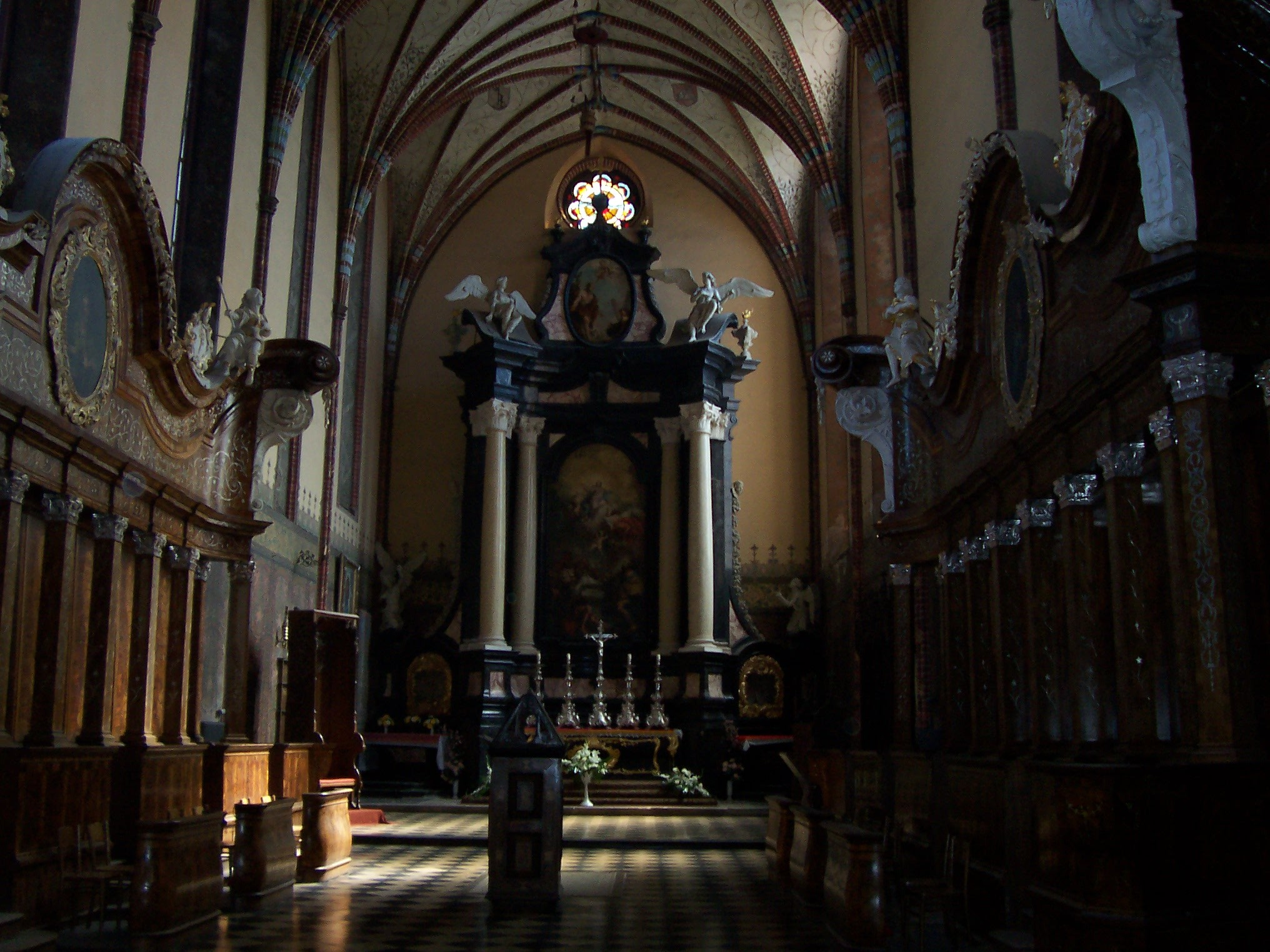
Altar mayor de la Catedral.

El altar mayor fue diseñado por Francesco Placidi en mármol rosa y negro. Se realizó entre 1747 y 1752 siendo obispo Adam Grabowski.